# 混世闲喵
《混世闲喵》（英語：Lackadaisy）是一部美國獨立動畫短篇電影，改編自崔西·巴特勒（Tracy Butler）的同名網絡漫畫。由動畫師法柏·西格爾（Fable Siegel）執導，他與原漫畫作者巴特勒共同撰寫了劇本。電影於2023年3月29日在YouTube上發布，片長27分鐘。

## 角色

### 拉卡黛西
洛奇·瑞克比（聲：邁克爾·科瓦奇（Michael Kovach））

卡爾文·小雀斑·麥克默雷（聲：貝爾謝伯·魯薩佩（Belsheber Rusape））

艾薇·佩珀（聲：麗莎·萊莫德（Lisa Reimold））

米茨·梅（聲：阿什·華格納（Ashe Wagner））

維克多·瓦斯科（聲：傑森·瑪諾莎（Jason Marnocha））

多里安·奇波夫斯基（聲：瓦倫泰·史杜基斯 (Valentine Stokes)）

塞奇威克·塞布爾（聲：布拉德利·加雷思 (Bradley Gareth)）

J.J（聲：馬爾科姆·雷伊(Malcolm Ray)）

霍西提歐·布魯諾（聲：沃爾特·托馬斯·維托拉(Tomas Walter Vitola)）

### 馬里戈爾德
艾薩·斯威特（聲：傑森·瑪諾莎（Jason Marnocha））

莫迪凱·赫勒（聲：趙成元）

尼克多姆·薩沃伊（聲：馬爾科姆·雷伊(Malcolm Ray)）

賽拉芬·薩沃伊（聲：班尼·萊瑟姆 (Benni Latham)）

## 外部連結
- Official link to the short film on YouTube （页面存档备份，存于）
- 互联网电影数据库（IMDb）上《混世闲喵》的资料（英文）